# Ёлки (Гомельская область)
Ёлки (бел. Елкі) — деревня в Заболотском сельсовете Рогачёвского района Гомельской области Беларуси.

## География

### Расположение
В 16 км на юго-запад от районного центра и железнодорожной станции Рогачёв (на линии Могилёв — Жлобин), 137 км от Гомеля.

## Транспортная сеть
Транспортные связи по просёлочной, затем автомобильной дороге Бобруйск — Гомель. Планировка состоит из чуть изогнутой меридиональной улицы, застроенной двусторонне, деревянными домами усадебного типа.

## История
Основана в начале XX века переселенцами из соседних деревень. В 1930 году жители вступили в колхоз. Во время Великой Отечественной войны многие жители сражались против оккупантов на фронтах и в партизанский отрядах. Вместе с Матрёной Святцевой в партизанах были её муж, 2 дочери, зять, брат и племянник. 24 жителя погибли на фронте. Согласно переписи 1959 года в составе колхоза имени М. И. Калинина (центр — деревня Заболотье). В 1966 году к деревне присоединён посёлок Пристой.

## Население

### Численность
- 2004 год — 37 хозяйств, 68 жителей.

### Динамика
- 1925 год — 20 дворов.
- 1959 год — 148 жителей (согласно переписи).
- 2004 год — 37 хозяйств, 68 жителей.
- 2012 год — 19 жителей.